# Beatriz Escribano
Beatriz Escribano Sánchez-Mateos, más conocida como Beatriz Escribano (n. Alcázar de San Juan, Ciudad Real, 4 de mayo de 1990) es una exjugadora profesional de balonmano española. Ocupaba la posición de central y su último equipo fue el Elda Prestigio de la Liga Guerreras Iberdrola.
Fue internacional con la selección española, con la que logró la medalla de plata en el Europeo de Hungría y Croacia 2014. 

## Equipos
Comenzó a jugar al balonmano con 8 años, en su colegio de Alcázar, “El Santo”. Del colegio pasó a la escuela de balonmano de Alcázar, donde se dio cuenta de que lo suyo era este deporte.
Bea Escribano se formó en el Balonmano Sagunto, que le fichó con tan solo 14 años. Debutó en la Liga ABF con el club valenciano en el año 2008, con apenas 18 años. Allí permaneció un total de 4 temporadas.
En 2012 debido a la mala situación económica en España, emigró junto con Elisabeth Chávez al OGC Niza Handball de la Liga francesa de balonmano. Desde su llegada a Francia se convirtió en una de las fijas del conjunto de la Costa Azul, siendo la central titular del equipo. En 2015 su compañera y amiga Eli Chávez ficha por el CJF Fleury y ella se muda, en la temporada 2016-16 al Nantes, con el que permanece hasta la temporada 2020-21 que vuelve a España tras su embarazo y ficha por el Club Balonmano Elche. Tras una temporada en la máxima división baja un escalón para fichar por el Elda Prestigio de la División de Honor Oro, ascendiendo con el equipo eldense esa misma temporada.
Con el Elda Prestigio ha jugado tres temporadas, en las que ha disputado 85 encuentros y ha anotado 304 goles. En la 2024/25, se retiró del balonmano profesional.

## Selección nacional
A los 13 años, fue por primera vez convocada por la selección nacional promesa y siguió pasando por todas las categorías. En categorías inferiores, ha jugado 3 europeos -consiguiendo dos veces la plata- y en 2 mundiales.
Con la selección absoluta ha sido internacional en 37 ocasiones (14 goles), logrando recientemente con éstas la medalla de plata en el Campeonato Europeo de Balonmano Femenino de 2014.
Estuvo en el Torneo Preolímpico para Londres 2012, disputado en Guadalajara, pero fue una de las jugadoras descartadas por Jorge Dueñas para la fase final. También jugó partidos preparativos para el Campeonato Mundial de Balonmano Femenino de 2013, disputado en Serbia, pero al que tampoco fue convocada finalmente.
Sí fue convocada para el Campeonato Europeo de Balonmano Femenino de 2014 (Hungría y Croacia), siendo éste su primer torneo de alto nivel con la selección. Superaron la primera fase con pleno de victorias y puntos tras vencer a Polonia, Rusia y Hungría. Sin embargo en la Maind Round perdieron sus dos primeros partidos ante Noruega y Rumanía. Finalmente en el decisivo y último partido, lograron una impresionante victoria ante Dinamarca por 29-22 para pasar por segunda vez en su historia a unas semifinales de un Europeo. En las semifinales se vengaron de su derrota ante Montenegro en los JJOO ganando por un vibrante 19-18, pasando a su segunda final de un Europeo. En la final se volvieron a cruzar contra Noruega perdiendo por 28-25 y acabando finalmente con una gran medalla de plata. En el plano individual Bea apenas tuvo minutos debido a la alta competencia, y tan solo disputó cinco minutos ante Dinamarca, con el partido ya resuelto. En dicho partido llegó a anotar un gol, que sin embargo fue anulado debido a que pisó la línea. Fue calificada como una de las promesas de la selección, debido a sus dotes y a su juventud.

### Participaciones en Campeonatos de Europa
| Europeo                                          | Sede              | Resultado   | Partidos | Goles |
| ------------------------------------------------ | ----------------- | ----------- | -------- | ----- |
| Campeonato Europeo de Balonmano Femenino de 2014 | Hungría y Croacia | Subcampeona | 1        | 0     |

## Palmarés

### Selección española
- Medalla de plata en el Europeo Hungría 2014.

### Clubes[8]
- 1 x EHF European League (2020-21)
- 1 x Copa de la Reina (2007-08)
- 1 x Supercopa de España (2021-22)

### Individuales
- Medalla e Insignia de Plata de la RFEBM (2025)[9]

## Entrenadora
Tras su retirada se incorporó como segunda entrenadora con el Elda Prestigio.